# Luckenpaint

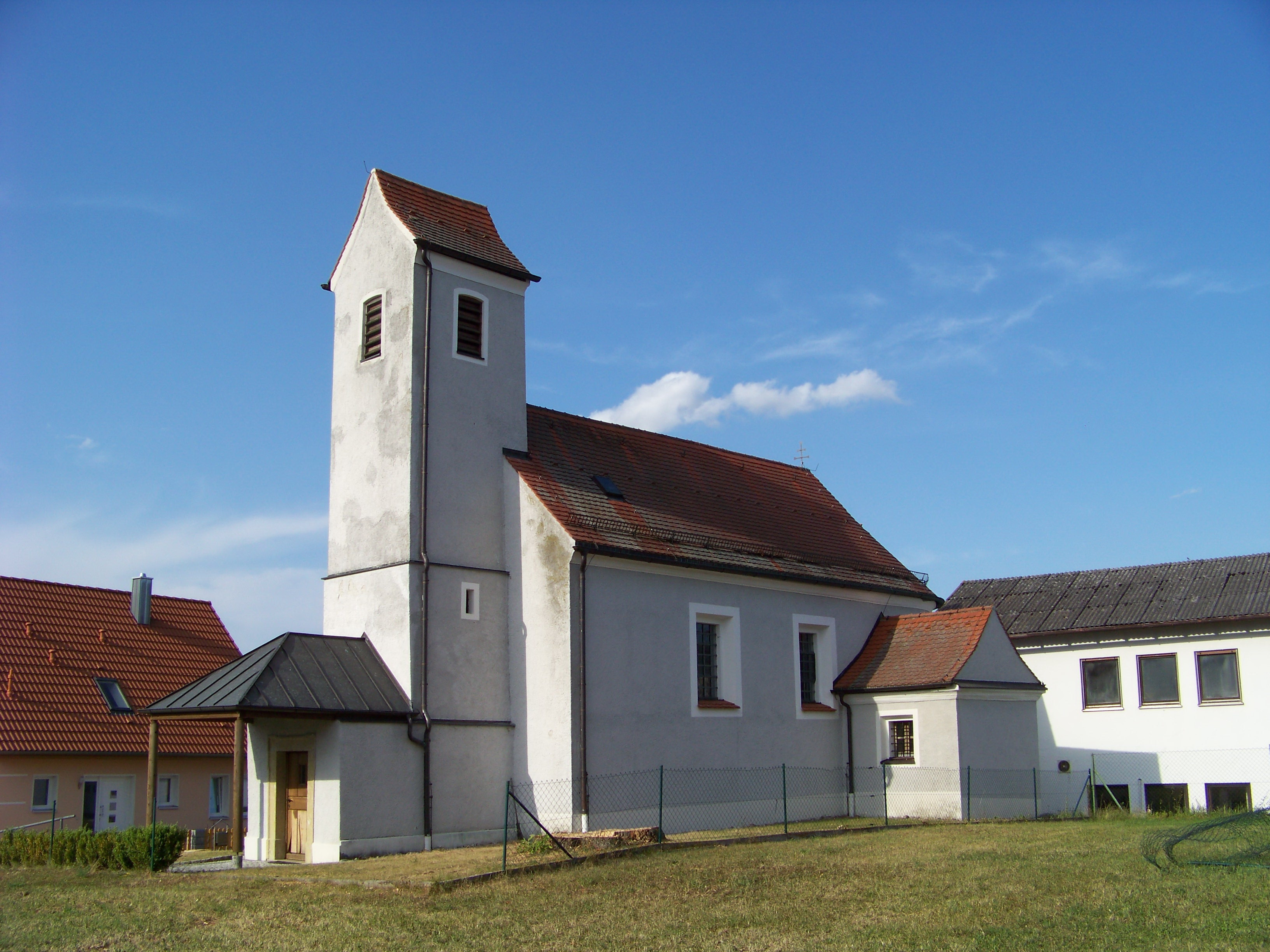
Kirche St. Laurenzius

Luckenpaint ist ein Kirchdorf und Ortsteil der Gemeinde Thalmassing im Landkreis Regensburg (Bayern) mit 194 Einwohnern (Stand 8. April 2025).

## Geschichte
Archäologische Funde weisen eine Besiedlung der Gegend um Luckenpaint bereits in der Jungsteinzeit und Bronzezeit nach.
Im Jahr 866 wird Dorf als „Ucchinpiunt“ erstmals urkundlich erwähnt, als Bischof Ambricho von Regensburg (864–891) mit der Witwe Ekkilind, einer Angehörigen eines Adelsgeschlechtes aus Thalmassing, einen Gütertausch vereinbarte, durch den dem Bischof die Besitzungen Ucchinpiunt (Luckenpaint) und Dünzling zufielen. Der Name Ucchinpiunt wurde wohl vom Namen Ucco oder Ucho abgeleitet, aber ab 1400 an Luck für Lukas angelehnt. Paint ist eine Bezeichnung für ein umfriedetes Grundstück und für eine mit einem Zaun umgebene Wiese. Somit lässt sich der Ortsname Luckenpaint als umzäuntes Stück Land eines Ucco oder Ucho übersetzen. Zwischen dem 12. und 13. Jahrhundert wurde von den Herren von Luckenpaint eine Burg erbaut, im 17. Jahrhundert als Schloss neuerbaut. Von der ehemaligen Burganlage ist nichts erhalten. Vom späteren Schlossbau ist die Schlosskapelle Sankt Lorenz erhalten.
Am 1. Januar 1972 schloss sich die bis dahin selbstständige Gemeinde Luckenpaint mit Thalmassing, Sanding (bis 1875 Obersanding), Weillohe und Wolkering freiwillig zur neuen Gemeinde Thalmassing zusammen.

## Bauwerke
- St. Laurenzius (ehem. Schlosskapelle): traufständiger Saalbau mit eingezogener Apsis
- Burgstall Luckenpaint

Siehe auch: Baudenkmäler Luckenpaint

## Vereine
- Freiwillige Feuerwehr
- Schützenverein